# NGC 6504
NGC 6504 (również PGC 61129 lub UGC 11053) – galaktyka spiralna (S?), znajdująca się w gwiazdozbiorze Herkulesa. Odkrył ją Albert Marth 27 lipca 1864 roku.